# Microdes quadristrigata
Microdes quadristrigata är en fjärilsart som beskrevs av Walker 1862a. Microdes quadristrigata ingår i släktet Microdes och familjen mätare. Inga underarter finns listade i Catalogue of Life.